# Alfarería y superstición en España

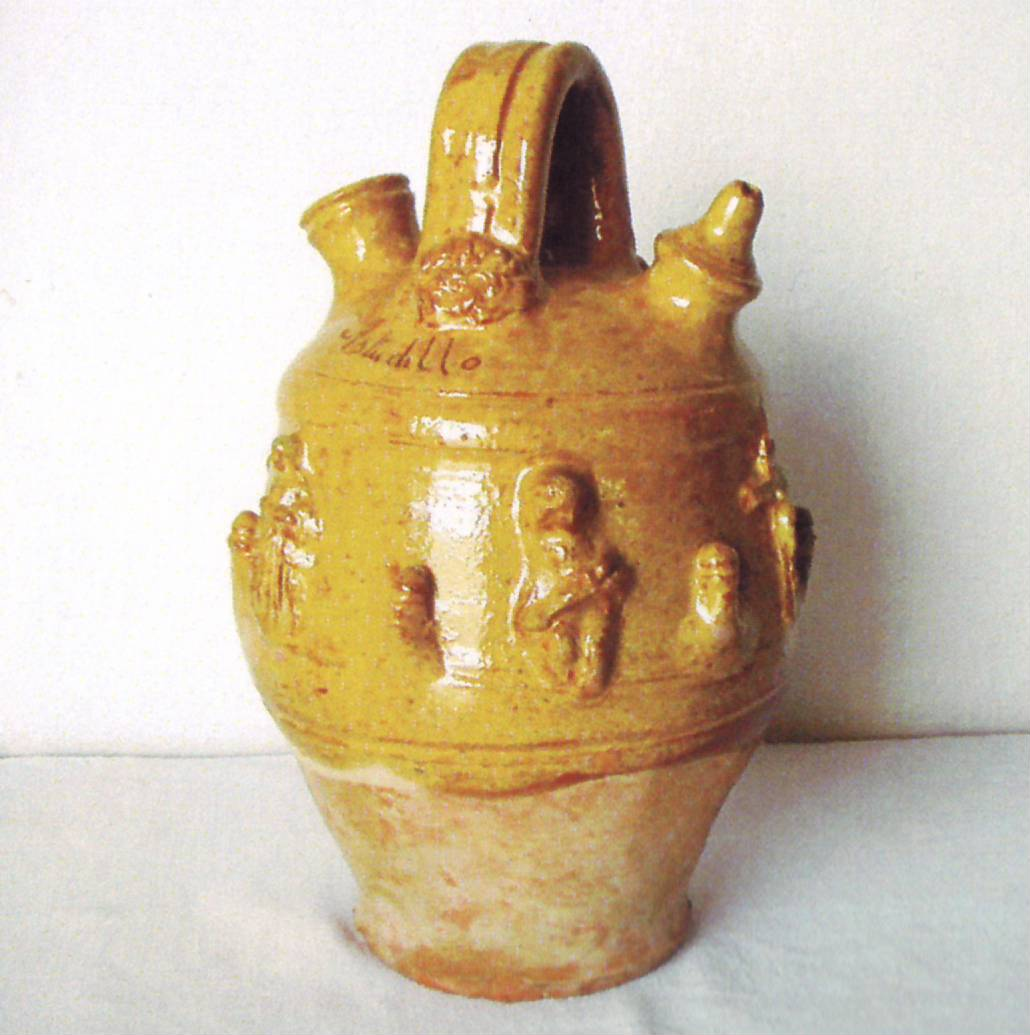
Botijo de Pasión, pieza típica de la alfarería tradicional de Astudillo (Palencia, España). Vidriado meloso en su parte superior y central, con decoración prefabricada en moldes y superpuesta en relieve con varios modelos de figuras religiosas, "el Crucificado", "la Virgen y el Niño", "el Sagrado Corazón", "los ángeles", y diversos santos. Elaborado en la segunda mitad del. Exposición de Pilar Belmonte Useros en el Museo de cerámica de Chinchilla de Montearagón.

Alfarería y superstición en España es el conjunto de piezas de cerámica tradicional que a lo largo de los siglos se han producido en relación con los «ritos y creencias populares» en el ámbito cultural español. A medio camino entre el fetiche religioso, el esoterismo y el análisis antropológico como herencia de la cultura cerámica universal, la galería de piezas alfareras que catalogan los especialistas es tan variada como sugerente, y como parte de la riqueza etnográfica de pueblos y sociedades. Frente al estilo suntuario y suntuoso habitual en la producción religiosa, la alfarería ceremonial española se caracteriza por su ingenuidad, su rudeza y su modesta tipología.
El catálogo, muy sintetizado, incluiría alfarería de noviazgo, compromiso y boda; pilas benditeras; amuletos y ollas de conjuros; las belarminas de origen alemán; muy diversas piezas zoomorfas (desde aguamaniles a objetos funerarios varios); botijos rituales como el de Pasión; las jarras de las hermandades (más o menos conventuales); o los ‘terribles’ búcaros.

## Ritualismo en el oficio alfarero
El oficio de la alfarería ha quedado asociado a lo largo de los siglos a una sucesión de rituales realizados antes, durante y tras el proceso de producción. Apenas conservado en el contexto de la actividad cerámica del siglo xxi, contiene sin embargo una importante carga de supersticiones, iconografía, simbología y costumbrismo.
Los ritos del alfarero se concentran en el proceso del horneado o cocido de las piezas cerámicas, influidos sin duda por el doble contenido y significado mágico del horno y la cocción en sí mismos, como momento definitivo de la creación de la obra.
Natacha Seseña, sumando a sus trabajos de campo la autoridad etnográfica de Julio Caro Baroja, ha sintetizado datos sobre el variado ritualismo del proceso de cocido en la alfarería española. En España, país de tradición cristiana, la cruz pintada con arcilla blanca sobre la puerta de carga del horno ha sido tan común como la costumbre del alfarero de santiguarse al comienzo de la cochura. Otro rito frecuente era la oración o plegaria invocando al Santísimo Sacramento al comienzo y al final de la hornada para conjurar el aspecto maléfico del fuego. Como ejemplos locales más concretos, se pueden mencionar, en los alfares de la provincia de Salamanca, las invocaciones a Santa Ana y la oración —conteniendo los términos habituales de quita y pon: "Santa Ana bendita, si está de menos, se lo pones; si está de más, se lo quitas". O en la provincia de Gerona, una breve oración: «Déu faci més que nosaltres» (que Dios haga más que nosotros, o que Dios ponga lo que falta). La influencia de la brujería gallega se extiende hasta el foco alfarero de Pereruela, donde el alfarero o la alfarera exclaman ‘¡Bruja fuera y adentro la primera!’ (refiriéndose a la primera carga de piezas para cocer). También son frecuentes las invocaciones a las últimas llamas que anuncian el final de la cocción y que en la jerga alfarera son conocidas como los “frailes” y escuchadas en frases como «¡ya salen los frailes!» (Cespedosa de Tormes) o «ha surtit el fraret» (salió el frailecillo)› de algunos alfares mallorquines.

## La mujer en la ritualidad del barro

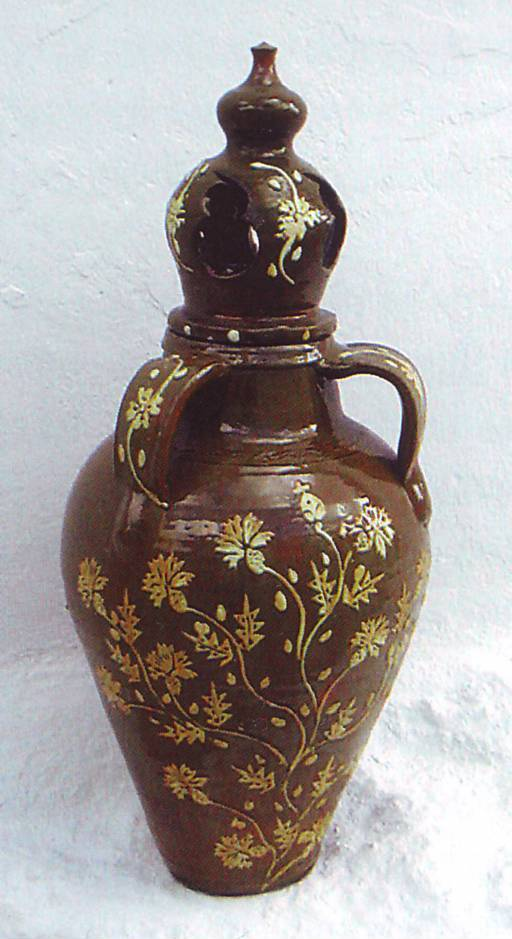
Olla de novia antigua Toledo.

De especial valor etnográfico en la historia de la cerámica en España, es el conjunto de piezas fabricadas de manera específica para la mujer, y su carga de simbolismo antropológico.
Desde la antigüedad, el ciclo vital de la mujer ha quedado asociado a un variado conjunto de objetos de barro, atávicos, íntimos e intransferibles (piezas y objetos con valor simbólico, mágico y ritual que en algunos casos ni siquiera se podían mostrar). Esas piezas femeninas emblemáticas quedaban determinadas por los periodos vitales de la hembra, su infancia, su incorporación a las labores domésticas o a la escuela, el noviazgo y la boda, el embarazo y el parto.
De todo el conjunto sobresale por su valor antropológico y variedad la que podría llamarse alfarería de novia, con ejemplos casi suntuosos como la jarra de cuatro picos o de novia, de Lorca, Totana y otros focos murcianos; el botijo de novia onubense, tradicional en localidades como Higuera de la Sierra; los variadísimos cántaros de novia repartidos por gran parte de la geografía española; o el pequeño y sencillo gánigo ceremonial en las Islas Canarias. Además de este conjunto de piezas relacionadas con la “alfarería de agua”, hay que considerar asimismo la importancia de otras piezas singulares como la olla de boda manchega, típica de localidades como Castellar de Santiago; o la "olla de novia antigua", en Toledo, quizá una de las más arcaicas vasijas de alago o de compromiso (y como piezas del ámbito de la alfarería de fuego).

## Devoción y superstición

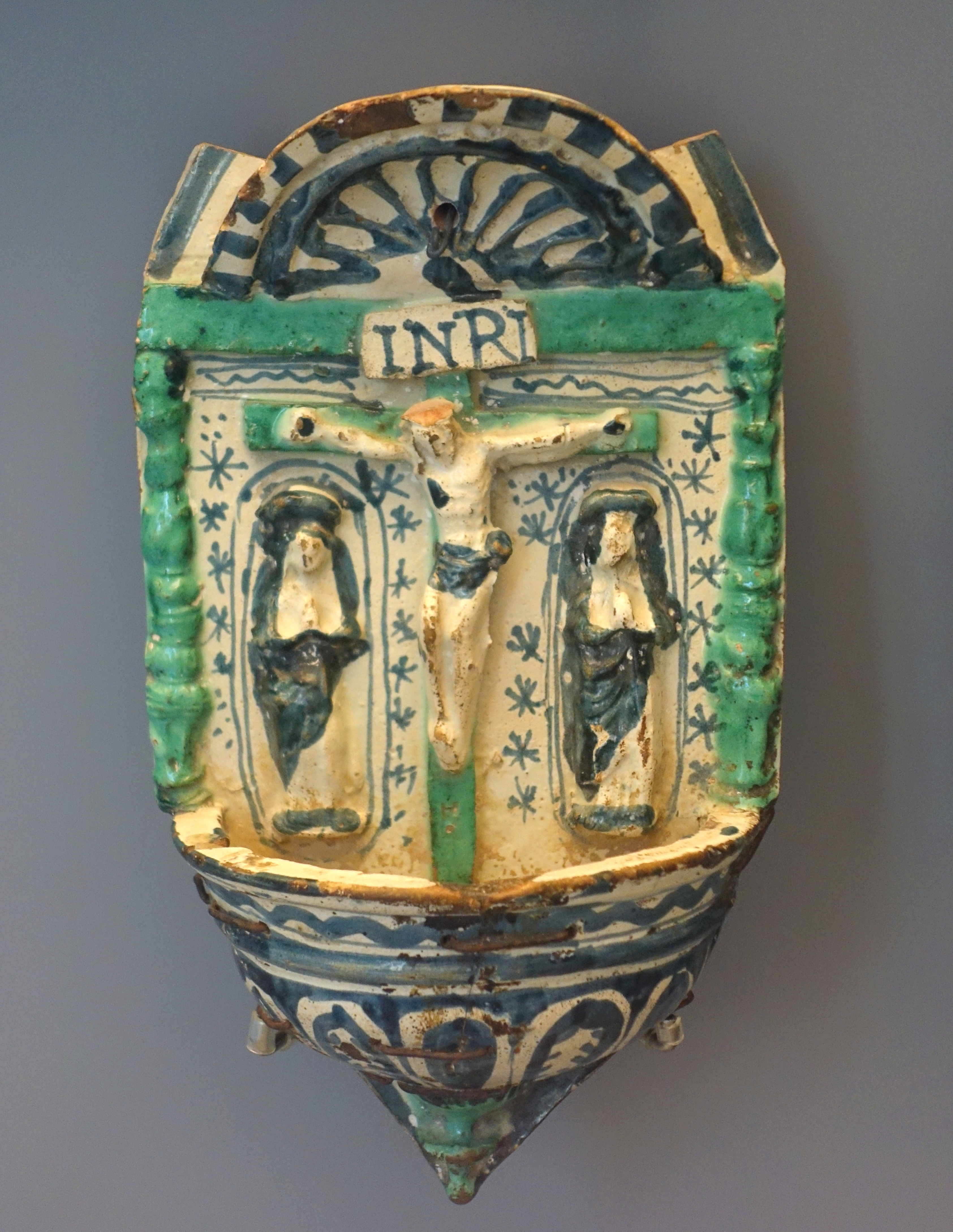
Pila benditera de cerámica de Teruel del siglo. Museo Nacional de Artes Decorativas de Madrid.

Entre los recipientes tradicionales ancestrales del rito cristiano, aunque muy asociado al culto doméstico romano, puede destacarse en relación con la producción cerámica la variedad de pilas domésticas para el agua bendita, conocidas como ‘benditeras’. Se colocaban a la entrada de las casas y con frecuencia en los dormitorios. En España se conocen algunas interesantes colecciones como las reunidas por el pintor Joaquín Sorolla y Clotilde, su esposa, o la del empresario catalán Alberto Folch-Rusiñol.

### Simbología e ideogramas cristianos
Los motivos figurativos religiosos cristianos más frecuentes en la simbología alfarera son la cruz, "el Crucificado", la Virgen, sola o con el Niño, el Sagrado Corazón, el cáliz, la paloma, ángeles de variada tipología (abundando los querubines), y diversos santos en función de los localismos o patronazgos . Las piezas más frecuentes decoradas con estos y otros motivos más esquemáticos o simbólicos (ramas de olivo, la flor de la vida, espigas, estrellas), son los botijos, los jarros y jarras, e incluso cuchareros y aguamaniles.

### Ritos de difuntos
Varios de los ritos mortuorios relacionados con la sal, están asociados a los platos de difuntos, en los que en ocasiones se pintaba el nombre del muerto, pequeños platos que luego se ponían sobre la lápida o colgados dentro de la casa del fallecido. Mayor carga de superstición tenía otra costumbre, a veces con bastante ritual complementario, cuando el plato con sal se colocaba sobre el vientre o en los brazos cruzados sobre el pecho del difunto, o bajo la cama en la que yacía durante el velatorio; en algunos lugares, el plato y la sal que contenía se enterraban junto con el cadáver.
Asimismo, en el variado conjunto de ritos que se celebran durante la noche de Todos Los Santos, puede citarse aquí la costumbre que en Asturias originó la fiesta pagana del «amagüestu» otoñal, cuando en la víspera de Difuntos se usaba el tradicional asador de castañas para cocinar los frutos que, reunidos en torno al fuego, se comían en la creencia de que cada castaña engullida liberaba un alma del Purgatorio.
En algunos valles del Pirineo aragonés y el Pirineo navarro, jugaba un cometido mágico la llamada teja del alma o «cerrullo» (cerrojo), con la que se remataban los tejados de las casas, cubriendo un hueco habilitado en la cumbrera del edificio; la teja cerrojo se retiraba cuando alguien moría en la casa, para que saliera el alma del muerto. El «cerrullo» tenía además las virtudes mágicas de permitir al alma encontrar el Camino de Santiago o la Vía Láctea, y de proteger el hogar de brujas, mal de ojo y demás propiedades apotropaicas.

## Amuletos y hechicería

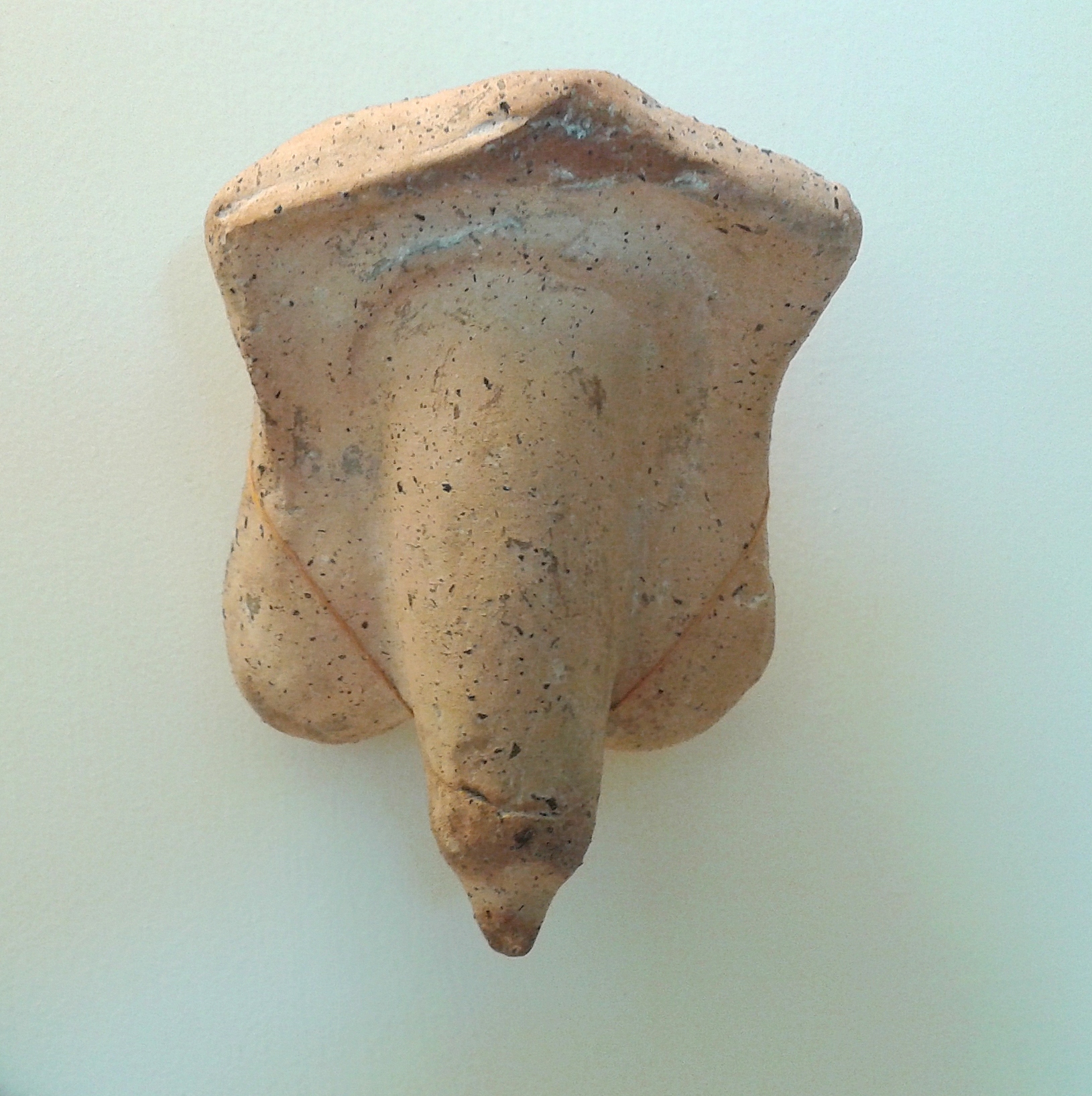
Amuleto fálico mediterráneo.

Documentados ya por la arqueología prehispánica (en forma de pequeños ídolos de juguete, colgantes, etc.), la tradición del los amuletos de barro dejaría un variado catálogo de formas y usos, estudiados por investigadores como Julio Caro Baroja y reunidos y conservados en diversas colecciones nacionales. Han llegado hasta el siglo xxi como recurso comercial asociado al turismo, dando lugar a cierta producción de importancia en la cerámica de Sargadelos o en formas específicas como el «indalo» almeriense o el ojo-hucha ibicenco.
En el apartado de la cacharrería destaca la ollería de uso mágico, desde la belarmina o botella contra el mal de ojo, las enfermedades, e incluso la impotencia, hasta la “olla de conjuros”  propiamente dicha, para contener agua bendita, que se colocaba en las ventanas de iglesias y catedrales, o en capillas también llamadas conjuraderas o conjuratorios (espacios dedicados a los arcángeles, más allá del contexto litúrgico). El ritual apotropaico servía para ahuyentar plagas, epidemias, tormentas o riadas. Hay que advertir que estas piezas estaban bendecidas y casi siempre mostraban en relieve, esgrafiada o pintada una cruz.
Otro conjunto de elementos del ceremonial alfarero relacionado con el fuego y los conjuros es la fuente, cazo y tazas para preparar la «queimada», remedo gallego de las alquitaras usadas por alquimistas árabes en la España de los siglo xii y xiii.

## Principales recipientes
El catálogo de recipientes relacionados con la alfarería ritual, incluye entre los más frecuentes: varias botijas y jarrones de trampa; una diversidad de cántaros, cantarillas y botijos; ollas y tinajillas; morteros, escudillas y cuencos; aguamaniles. Fuera de la tipología quedarían piezas como las campanitas de barro; o los remates de tejados y las tejas-cerrojo.